# جوليا لوي دريفوس
جوليا لوي دريفوس (بالإنجليزية: Julia Louis-Dreyfus) ممثلة كوميدية أمريكية، من مواليد 13 يناير 1961. وقد اشتهرت بدورها في التسعينات في مسلسل ساينفيلد فازت بجائزة الغولدن غلوب 1994 لأفضل ممثلة في دور مساند عن دورها فيه، وبنفس الدور حصلت على جائزة إيمي وأربع جوائز من نقابة ممثلي الشاشة، كما حصلت على جائزة الإيمي 2006 لأفضل ممثلة في مسلسل كوميدي عن دورها في مسلسل المغامرات الجديدة لكرستين العجوز.

## نشأتها
ولدت جوليا عام 1961 في نيويورك لأم تعمل كاتبة ومدربة لذوي الاحتياجات الخاصة وأب يملك شركة للخدمات، وهي من أصول فرنسية.
وقد انفصل والداها بعد ميلادها بعام، وانتقلت للعيش مع أمها التي تزوجت من عميد
كلية طب جامعة جورج واشنطن، كانت جوليا آنذاك في الثامنة من عمرها.
وأثناء طفولتها تنقلت جوليا بين العديد من الدول بحكم عمل والدها، قبل أن تعود لأمريكا وتبدأ في الدراسة حتى المرحلة الجامعية التي سرعان ما تركتها لتحترف التمثيل.

## حياتها المهنية

### بدايات المهنة وساترداي نايت لايف1988 - 1982
ظهرت إيلين في عرض المدينة الثانية ضمن تدريبها الكوميدي، وهو من أشهر العروض المسرحية الارتجالية في شيكاغو الذي تخرج منه كل من ألان أركين وستيف كاريل وستيفن كولبرت وتينا فاي وإيمي بولر وشيلي لونغ وجون بيلوتشي ودان إيكرويد وبيل موراي وجون كاندي وكريس فارلي وبوب أودين كيرك والعديد من الكوميديين والممثلين المهمين. وبسبب أدائها مع شركة المسرح العملي في اليوبيل الذهبي في  الذكرى الخمسين، استُدعيت للمشاركة في ساترداي نايت لايف في عمر ال 21.
أصبحت لوي دريفوس لاحقًا عضوًا في طاقم التمثيل في إس إن إل من عام 1982 إلى عام 1985، وكانت أصغر ممثلة مشاركة في تاريخ البرنامج، وقفت إلى جانب العديد الممثلين مثل: إدي مورفي وجيم بيكوشي وبيلي كريستال ومارتن شور.
التقت بلاري ديفيد خلال سنتها الثالثة والأخيرة في إس إن إل، وهو كان العام الوحيد الذي قضاه لاري في البرنامج وشاركت معه لاحقًا في ساينفيلد. اعترفت لوي دريفوس فيما بعد أن عملها مع إس إن إل كان متوترًا للغاية وقالت: إنها لم تكن تملك الخبرة الكافية في أداء العروض الكوميدية المباشرة.

#### الأدوار المتكررة التي أدتها في ساترداي نايت لايف
- أبريل مايو يونيو،  مُبشرة تلفازية.
- بيكي حبيبة (غاري كروجر).
- دارلا في المحاكاة الساخرة في إس إن إل (عصابتنا).
- فتاة الطقس، وهي بطلة خارقة تتحكم بالطقس.
- باتي لين هانسوكر، مراسلة مراهقة في تحديث نهاية الأسبوع.

ظهرت لوي في العديد من الأفلام بعد انفصالها عن إس إن إل عام 1985 مثل: هانا وأخواتها للمخرج وودي آلن في عام 1986، رجل الروح في عام 1986، بطولة سي توماس هاول، وفيلم عطلة عيد الميلاد الوطنية للامبون 1989، ولعبت فيه دور البطولة مع زميلها الخريج من إس إن إل شيفي تشيز. ظهرت لوي دريفوس في عام 1987 في العرض الكوميدي ذا آرت أوف بيينغ نك وهو عروض من مسلسل روابط عائلية بطولة سكوت فالنتين. وعندما لم ينجح العرض استدعاها المنتج غاري ديفيد غولدبرغ لتشارك في العرض الكوميدي الجديد يوم بعد يوم بدور الجارة الساخرة المادية إيلين سويفت وكان العرض الأول له في عام 1988، إذ بُث لموسمين على قناة إن بي سي قبل أن يُلغى.

### ساينفيلد والانتشار على نطاق واسع 1998 – 1989
اشتُهرت لوي دريفوس في أوائل التسعينات في دور إيلين بينس في مسلسل ساينفيلد. إذ ظهرت في جميع حلقات المواسم التسع ما عدا ثلاث حلقات، إذ لم تظهر في الحلقة التجريبية من سجلات ساينفيلد؛ لأن شخصيتها لم تكن أساسية بعد في المسلسل. لكن بعد عرض الحلقة الأولى شعرت هيئة الإذاعة الوطنية أن العرض يركز على الذكور فقط فطلبوا من لاري ديفيد وجيري ساينفيلد إضافة أنثى إلى طاقم التمثيل، وكان ظهور شخصية أنثوية شرطًا لبدء العرض وبثه.
حصلت لوي دريفوس على الدور متفوقةً على العديد من الممثلات اللواتي اكتسبن شهرة كبيرة لاحقًا، مثل: باتريشيا هيتون وميغان مولالي.
حصلت لوي دريفوس على مديح النقاد على أدائها في المسلسل، وكانت فائزة ومرشحة منتظمة في البرامج التلفزيونية على مدار التسعينيات. حصلت على ترشيحين لجائزة الغولدن غلوب، وفازت بواحدة في عام 1994، وتسعة ترشيحات لجائزة نقابة ممثلي الشاشة، وفازت بواحدة في عام 1995 واثنين في 1997 و 1998، وسبع جوائز الكوميديا الأمريكية وفازت بها خمس مرات في 1993 و 1994 و 1995 1997 و1998.

## الحياة الشخصية
جوليا تزوجت عام 1987 من صديقها براد هال،
وهو أحد أعضاء Saturday Night
Live أيضًا، ولها ولدان.
كما أنها ناشطة سياسية تدعم الحزب الديموقراطي.

## الجوائز والترشيحات

### الكرة الذهبية
جائزة الغولدن غلوب أو الكرة الذهبية هي مجموعة جوائز أمريكية سنوية للأفلام والتلفزيون. بدأت في عام 1944 بواسطة رابطة هوليوود للصحافة الأجنبية. جوليا حصلت على 9 ترشيحات في هذه الجائزة وفازت مره واحده.
| السنة | الفئة                                       | العمل                               | النتائج | Ref.   |
| ----- | ------------------------------------------- | ----------------------------------- | ------- | ------ |
| 1994  | أفضل ممثلة مساندة في مسلسل أو فيلم تلفزيوني | ساينفيلد                            | فوز     | [ 7 ]  |
| 1995  | أفضل ممثلة مساندة في مسلسل أو فيلم تلفزيوني | ساينفيلد                            | رُشِّح     | [ 8 ]  |
| 2007  | أفضل ممثلة في مسلسل كوميدي أو موسيقي        | The New Adventures of Old Christine | رُشِّح     | [ 9 ]  |
| 2013  | أفضل ممثلة في مسلسل كوميدي أو موسيقي        | فيب                                 | رُشِّح     | [ 10 ] |
| 2014  | أفضل ممثلة في فيلم كوميدي أو موسيقي         | كفى حديثا                           | رُشِّح     | [ 11 ] |
| 2014  | أفضل ممثلة في مسلسل كوميدي أو موسيقي        | فيب                                 | رُشِّح     | [ 11 ] |
| 2015  | أفضل ممثلة في مسلسل كوميدي أو موسيقي        | فيب                                 | رُشِّح     | [ 12 ] |
| 2016  | أفضل ممثلة في مسلسل كوميدي أو موسيقي        | فيب                                 | رُشِّح     | [ 13 ] |
| 2017  | أفضل ممثلة في مسلسل كوميدي أو موسيقي        | فيب                                 | رُشِّح     | [ 14 ] |

## وصلات خارجية
- جوليا لوي دريفوس على موقع IMDb (الإنجليزية)
- جوليا لوي دريفوس على موقع ميتاكريتيك (الإنجليزية)
- جوليا لوي دريفوس على موقع الموسوعة البريطانية (الإنجليزية)
- جوليا لوي دريفوس على موقع روتن توميتوز (الإنجليزية)
- جوليا لوي دريفوس على موقع قاعدة بيانات الأفلام العربية
- جوليا لوي دريفوس على موقع ألو سيني (الفرنسية)
- جوليا لوي دريفوس على موقع ميوزك برينز (الإنجليزية)
- جوليا لوي دريفوس على موقع تيرنر كلاسيك موفيز (الإنجليزية)
- جوليا لوي دريفوس على موقع أول موفي (الإنجليزية)
- جوليا لوي دريفوس على موقع قاعدة بيانات الأفلام السويدية (السويدية)